# Labidocera panamae
Labidocera panamae is een eenoogkreeftjessoort uit de familie van de Pontellidae. De wetenschappelijke naam van de soort is voor het eerst geldig gepubliceerd in 1977 door Fleminger & Moore.